# Carlo Senoner
Carlo Senoner (Selva di Val Gardena, 24 ottobre 1943) è un ex sciatore alpino italiano, campione del mondo nello slalom speciale a Portillo 1966.

## Biografia

### Carriera sciistica
Nato in una numerosa famiglia di sciatori e albergatori ladini, Carlo Senoner era fratello di Inge, a sua volta sciatrice alpina, e iniziò a praticare lo sci da bambino.

#### Stagioni 1958-1960
Sciatore polivalente, Senoner debuttò in campo internazionale in occasione dell'Internationalen Adelbodner Skitage 1958 (Adelboden, 5-6 gennaio), dove si classificò 26º nello slalom gigante e 29º nello slalom speciale, e nella stessa stagione vinse il titolo italiano juniores nello slalom gigante; nel 1959, a sedici anni, vinse il titolo europeo juniores (non ufficiale) e quello italiano assoluto nella medesima specialità.
Entrato a far parte della nazionale italiana, l'anno successivo partecipò agli VIII Giochi olimpici invernali di Squaw Valley 1960, dove fu il più giovane atleta italiano presente e si piazzò
17º nello slalom gigante e 13º nello slalom speciale; nel prosieguo della stagione fu 3º nella combinata della Harriman Cup (Sun Valley, 5-6 marzo) e nello slalom speciale degli International  American Championships (Stowe, 11-13 marzo).

#### Stagioni 1961-1964
Nel 1961 vinse lo slalom gigante e lo slalom speciale della 3-Tre, la classica di Madonna di Campiglio, e fu terzo nella combinata; l'anno dopo ai Mondiali di Chamonix 1962 arrivò 26º nella discesa libera, 6º nello slalom gigante, 7º nello slalom speciale e 4º nella combinata e nel prosieguo della stagione fu 3º nello slalom speciale dell'Otto Furrer memorial e 2º nel Gornergrat Derby di Zermatt (16-18 marzo).
Nel 1963 alla 3-Tre vinse la combinata e fu 3º sia nella discesa libera sia nello slalom speciale (Madonna di Campiglio, 1-3 febbraio), vinse la discesa libera dell'Otto Furrer memorial (Zermatt, 15-17 marzo) e si classificò 2º nello slalom gigante di Bad Hindelang del 13 aprile; l'anno dopo non poté partecipare ai IX Giochi olimpici invernali di Innsbruck 1964 a causa di un infortunio, anche se tornò alle gare già sul finire di quella stessa stagione 1963-1964.

#### Stagioni 1965-1968

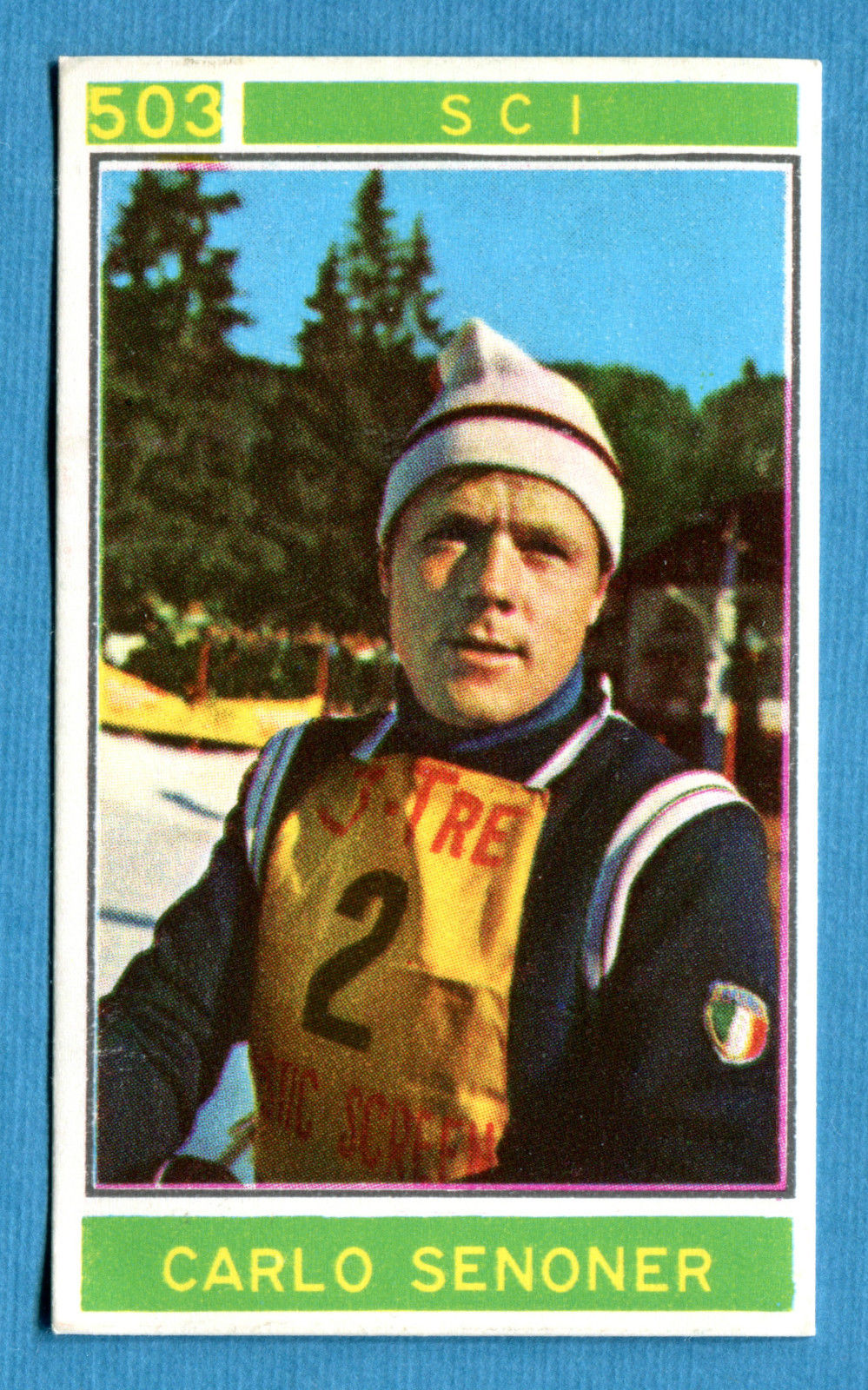
Carlo Senoner nel 1967

Subì un nuovo grave infortunio ai legamenti durante la discesa libera dei Campionati italiani 1965 all'Abetone, ma riuscì a tornare alle gare nella stagione successiva e ai Mondiali di Portillo 1966 si aggiudicò la medaglia d'oro nello slalom speciale (primo campione iridato italiano in assoluto e unico non francese di quella manifestazione) e si piazzò 20º nella discesa libera. Nel 1967 prese parte alla prima stagione della Coppa del Mondo, esordendo nella gara inaugurale del 5 gennaio: nello slalom speciale di Berchtesgaden si classificò 5º e tale risultato sarebbe rimasto il migliore di Senoner nel massimo circuito internazionale. Sempre nel 1967 fu 3º nello slalom speciale della Coppa dei Paesi alpini (Badgastein, 7-12 febbraio)
Prese per l'ultima volta il via in Coppa del Mondo il 21 gennaio 1968 a Kitzbühel in slalom speciale (9º); partecipò quindi ai X Giochi olimpici invernali di Grenoble 1968, sua ultima presenza olimpica nonché congedo agonistico internazionale, dove non concluse lo slalom speciale. Si ritirò in occasione dei successivi Campionati italiani 1968 (Santa Caterina Valfurva, 28 febbraio-2 marzo), nei quali si piazzò 4º sia nello slalom gigante sia nello slalom speciale.

### Altre attività
Lasciate le competizioni si dedicò all'attività di albergatore nella natia Selva di Val Gardena; chiamò il suo albergo a "Hotel Chalet Portillo" (poi Hotel Portillo Dolomites) in ricordo della vittoria in Cile.

## Palmarès

### Mondiali
- 1 medaglia:
  - 1 oro (slalom speciale a Portillo 1966)

### Classiche
3-Tre
- 3 vittorie (slalom gigante, slalom speciale a Madonna di Campiglio 1961; combinata a Madonna di Campiglio 1963)

Otto Furrer memorial
- 1 vittoria (discesa libera a Zermatt 1963)

### Coppa del Mondo
- Miglior piazzamento in classifica generale: 22º nel 1967

### Campionati italiani
- 6 medaglie[5]:
  - 1 oro (slalom gigante nel 1959)
  - 3 argenti (slalom gigante nel 1962; slalom gigante nel 1966; slalom speciale nel 1967)
  - 2 bronzi (discesa libera, slalom speciale nel 1962)

## Premi e riconoscimenti
Nel 1966 lo Sci Club Forlì gli ha conferito il premio nazionale Cristallo d'Oro.